# Бхавнагар (княжество)

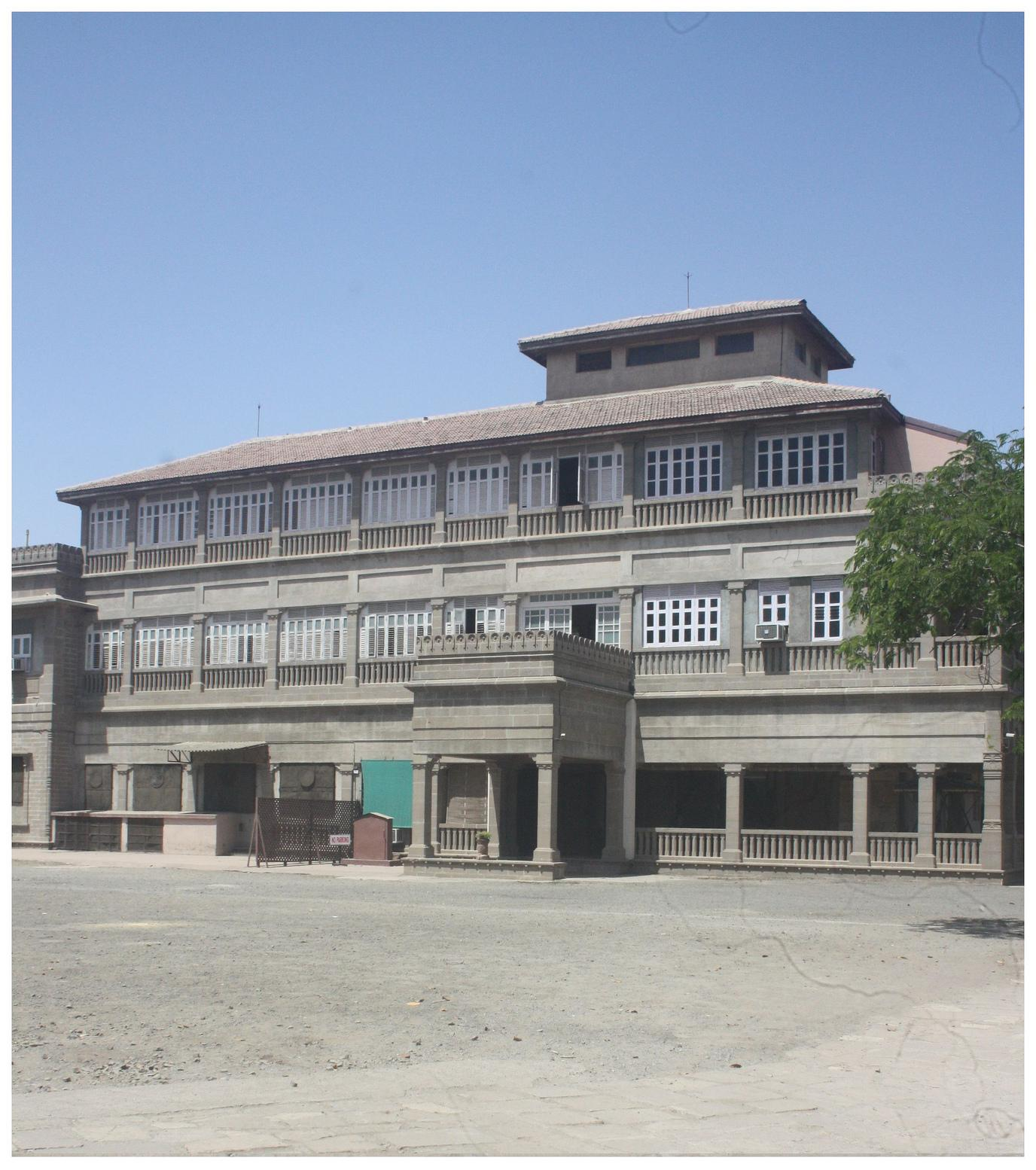
Дворец Ниламбаг, Бхавнагар

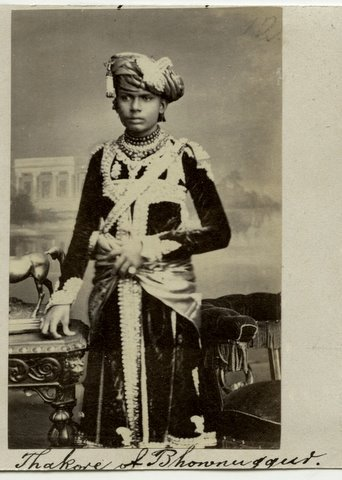
Тхакур из Бхавнагара в 1870-х годах

Княжество Бхавнагар (хинди भावनगर) — туземное княжество Британской Индии, входило в состав Агентства Катхиавар в Саураштре.
Княжество Бхавнагар занимало площадь в 7669 км² и имело население 618 429 человек в 1941 году. Его последний правитель подписал соглашение о присоединении к Индийскому союзу 15 февраля 1948 года.

## История
Гохильские раджпуты столкнулись в Марваре с жестокой конкуренцией. Около 1260 года они переселились на побережье Гуджарата и основали три столицы: Седжакпур (современный Ранпур), Умрала и Сихор. Седжакпур был основан в 1194 году.
В 1722—1723 годах войска, возглавляемые Кхантаджи Кадани и Пиладжи Гаеквадом, попытались совершить набег на Сихор, но были отбиты махараджей Бхавсинхджи Гохилем. После войны Бхавсинхджи понял, что причиной повторного нападения было расположение Сихора. В 1723 году он основал новую столицу близ деревни Вадва, в 20 км от Сихора, и назвал ее Бхавнагар в свою честь. Это было тщательно выбранное стратегическое место из-за его потенциала для морской торговли. Бхавнагар стал столицей княжества Бхавнагар. В 1807 году княжество Бхавнагар стало британским протекторатом.
Старый город Бхавнагар был укрепленным городом с воротами, ведущими в другие важные региональные города. Он оставался крупным портом почти два столетия, торгуя товарами с Мозамбиком, Занзибаром, Сингапуром и Персидским заливом.
Бхавсинхджи позаботился о том, чтобы Бхавнагар получал прибыль от морской торговли, монополизированной Суратом и Камбеем. Поскольку замок Сурат находился под контролем сиди Джанджиры, Бхавсинхджи заключил с ними соглашение, по которому сиди получали 1,25 % дохода от порта Бхавнагар. Бхавсинхджи заключил аналогичное соглашение с англичанами, когда они захватили Сурат в 1856 году. Пока Бхавсинхджи был у власти, Бхавнагар вырос из небольшого вождества в значительное государство. Это было связано с присоединением новых территорий, а также с доходами от морской торговли. Преемники Бхавсинхджи продолжали поощрять морскую торговлю через порт Бхавнагар, признавая его важность для государства. Эта территория была еще больше расширена внуком Бхавсинхджи, Вахацинджи Гохилом, когда он присоединил к своим владениям земли, принадлежащие колисам. В 1793 году Вахацинджи завоевал крепости Читал и Таладжа, а затем Махува, Кундла, Трападж, Умрала и Ботад. Бхавнагар оставался главным портом государства, а Махува и Гхога также стали важными портами. Благодаря морской торговле государство процветало по сравнению с другими государствами. В конце 19-го века государственная железная дорога была построена в Бхавнагаре. Это сделало Бхавнагар первым государством, которое смогло построить свою железнодорожную систему без какой-либо помощи со стороны центрального правительства, о чем упоминалось в Имперском справочнике. Мистер Пейл, политический агент, описал княжество Бхавнагар следующим образом: «с процветающими финансами и большим количеством хорошей работы в процессе. О финансовых делах мне нужно сказать немного; у вас нет долгов, и ваша казна полна». Между 1870 и 1878 годами княжество было поставлено под совместное управление, благодаря тому, что князь Тахцинджи был несовершеннолетним. Этот период привел к некоторым заметным реформам в области управления, сбора налогов, судебной системы, почтово-телеграфной службыи экономической политики. Порты также были модернизированы. Ответственными за эти реформы были мистер Э. Х. Персиваль из Бомбейской гражданской службы и Гауришанкар Удайшанкар, главный министр княжества Бхавнагар Бхавнгар Бороз.
В 1911 году Махарани Нундканварба из Бхавнагара была награждена Орденом Индийской короны — высшей императорской наградой для женщин империи. Бывшее княжеское государство Бхавнагар было также известно как Гохилвад, «Земля Гохилов» (клана правящей семьи).

## Слияние с Индийским союзом в 1947 году
В 1947 году заместитель премьер-министра нового независимого Индийского союза Валлабхаи Патель предпринял процесс объединения 565 княжеских государств с союзом. Последний махараджа Бхавнагара Кришна Кумарасингх Бхавасингх передал управление своим Бомбейским государством народному представителю в 1948 году.
Бывшая королевская семья Бхавнагара продолжает играть активную роль в глазах общественности, а также в бизнесе (отели, недвижимость, сельское хозяйство и судостроение) и пользуется большим уважением населения как в городе, так и в районах, которые составляли бывшее княжеское государство Бхаванагар.

## Правители княжества
| Имя                                                                                | Годы правления                  | Титул         |
| ---------------------------------------------------------------------------------- | ------------------------------- | ------------- |
| Ратанджи II (? — 1703)                                                             | 1660-1703                       | Тхакур Сахиб  |
| Бхавсинхджи I Ратанджи (1683—1764), сын предыдущего                                | 1703-1764                       | Тхакур Сахиб  |
| Ахераджи II Бхавсинхджи (1714—1772), старший сын предыдущего                       | 1764-1772                       | Тхакур Сахиб  |
| Вахацинхджи Ахераджи (1748—1816), сын предыдущего                                  | 1772-1816                       | Тхакур Сахиб  |
| Ваджесинхджи Вахацинхджи (1780—1852), старший сын предыдущего                      | 1816-1852                       | Тхакур Сахиб  |
| Ахераджи III Бхавсинхджи (1817—1854), старший сын предыдущего                      | 1852-1854                       | Тхакур Сахиб  |
| Джашванциндзи Бхавсинхджи (1827—1870), младший брат предыдущего                    | 1854 — 11 апреля 1870           | Тхакур Сахиб  |
| Тахцинджи Яшванцинджи (1858—1896), старший сын предыдущего                         | 11 апреля 1870 — 29 января 1896 | Тхакур Сахиб  |
| Бхавсинхджи II Тахацинджи (1896—1919), старший сын предыдущего                     | 29 января 1896 — 1 января 1918  | Тхакур Сахиб  |
| Бхавсинхджи II Тахацинджи (1896—1919), старший сын предыдущего                     | 1 января 1918 — 17 июля 1919    | Махараджа Рао |
| Кришнакумарсинхджи Бхавсинхджи (1912—1965), старший сын предыдущего                | 17 июля 1919 — 15 августа 1947  | Махараджа Рао |
| Вирбхадрасинхджи Кришнакумарсинхджи Гохил (1932—1994), старший сын предыдущего     | 1 апреля 1965 — 26 июля 1994    | Махараджа Рао |
| Виджайраджсинхджи Вирбхадрасинхджи Гохил (род. 1968), единственный сын предыдущего | 26 июля 1994 — настоящее время  | Махараджа Рао |

## Наследие
- Железная дорога княжества Бхавнагар была названа в честь этого княжества.